# Jasło Towarowa
Jasło Towarowa - stacja towarowa w Jaśle, w województwie podkarpackim, w Polsce, na linii Rzeszów Główny-Jasło.